# Lollandsbanen
Lollandsbanen er en dansk privatbane mellem Nykøbing F og Nakskov, indviet i 1874.
A/S Lollandsbanen (LJ) blev oprettet i 1954 på resterne af Lolland-Falsterske Jernbane Selskab. Lollandsbanen indgik 1. januar 2009 i Region Sjællands baneselskab Regionstog A/S, der 1. juli 2015 indgik i Lokaltog sammen med Hovedstadsregionens baneselskab Lokalbanen.

## Lolland-Falsterske Jernbane Selskab
Lolland-Falsterske Jernbane Selskab (LFJS), der var kontrolleret af C.F. Tietgen, overtog i 1873 Falsterbanen (Orehoved–Nykøbing F), som Det Sjællandske Jernbaneselskab ikke magtede at gøre færdig til tiden. 29. marts 1873 fik LFJS koncession på driften af Falsterbanen i 80 år.
Samme koncession gjaldt også anlæg af jernbanen Nykøbing F-Nakskov med en sidebane Maribo-Rødby. Både hovedstrækningen og sidebanen blev indviet 1. juli 1874. Rødbybanen blev 27. juli 1912 forlænget til Rødbyhavn.
Gedserbanen (Nykøbing F-Gedser) blev vedtaget i lov af 23. maj 1873. Den skulle anlægges uden Statens medvirken, men det kneb med at skaffe kapital, så Tietgen kom igen ind i billedet. Hans Gjedser Jernbane fik koncession i maj 1879, og Gedserbanen blev indviet 1. juli 1886. Den havde eget materiel, men blev drevet sammen med de andre strækninger i LFJS.
I 1890 havde LFJS ikke økonomi til en nødvendig ombygning af jernbanebroen over Guldborg Sund. Løsningen blev, at Staten betalte ombygningen mod at overtage forpagtningen af både Falsterbanen og Gedserbanen, og i 1893 overgik begge baner til DSB.
Maribo-Bandholm Jernbane (MBJ), der var indviet allerede i 1869, gik i driftsfællesskab med Lollandsbanen, da den åbnede i 1874. Da LFJS blev erstattet af A/S Lollandsbanen 1. juli 1954, kom Bandholmbanen med i det nye selskab. Strækningen betragtes nu som sidespor til Maribo Station og drives som museumsbane.
Også Nakskov-Kragenæs Jernbane (1915-67), Maribo-Torrig Jernbane (1924-41) og Nakskov-Rødby Jernbane (1926-53) var mere eller mindre i driftsfællesskab med Lollandsbanen.
Lollandsbanens egen sidebane Maribo-Rødbyhavn Jernbane indstillede persontrafikken 28. maj 1963 og godstrafikken 1. november 1989, så der kun er hovedstrækningen Nykøbing F-Nakskov tilbage.

### Aktier
Selskabets aktier, som alle blev indløst i 1954, findes blandt samlere i følgende værdier: Litra A med pålydende kr. 2.000, Litra B med pålydende kr. 1.000 og Litra C med pålydende kr. 50. Som et kuriosum lyder kuponerne i kuponarket ikke på udbytte, som var normalt for aktier, men på et fast beløb, svarende til en rente på 4% p.a. Det blev udbetalt halvårligt hver 2. januar og 1. juli. Sidste rentekupon – før talon – var nr. 31 pr. 2. januar 1967.

## Strækningsdata
- Åbnet 1. juli 1874
- Længde: 50,2 km
- Sporvidde: 1.435 mm
- Skinnevægt: 45 kg/m (1972)
- Maks. hastighed: 100 km/t
- Største akseltryk: 20 tons

## Standsningssteder
- Nykøbing F Station i km 0.
- Øster Toreby Station(X) (1996-) i km 3 – oprindeligt Nagelsti trinbræt (1910-1961) på Nystedbanen, som grenede fra her.
- Grænge Station(X) i km 8.
- Krungerup trinbræt (1877-1963).
- Radsted trinbræt (1951-1963).
- Nykøbingvej trinbræt (1948-1956).
- Sakskøbing Station i km 16.
- Våbensted trinbræt (1874-1963).
- Maribo Station i km 25.
- Erikstrup trinbræt (1948-1963).
- Østofte trinbræt (1874-1963).
- Ryde Station(X) i km 34.
- Søllested Station i km 41.
- Avnede Station(X) i km 45.
- Sæby trinbræt (1948-1956).
- Nakskov Station i km 50 med havnebane.

Banens originale stationsbygninger blev tegnet af arkitekten Adolf Ahrens. Sidenhen blev der på flere af banens stationer bygget nye bygninger i takt med at stationernes brug voksede. Disse var tegnet af forskellige arkitekter. Kun Maribo stationsbygning er bevaret. Nakskovs nuværende stationsbygning er fra 1925, og tegnet af arkitekten Einar Ørnsholt. Stationsbygningen i Sakskøbing blev nedrevet i 1985, og erstattet af en mere moderne bygning. Søllested stationsbygning blev nedrevet i 2001. På den nedlagte strækning til Rødby, eksisterer de originale stationsbygninger fra 1874 dog stadig.

## Strækninger hvor nedlagt banetracé er bevaret
Strækningen Nykøbing F-Øster Toreby blev omlagt i 1963, da der i forbindelse med Fugleflugtslinjen blev bygget en ny jernbanebro (Frederik d. 9's Bro) over Guldborg Sund længere mod syd. Den gamle bro er revet ned, men på Lollandssiden ses en rest af banetracéet og dæmningen. der gik halvvejs ud i sundet. På strækningen Maribo-Rødbyhavn, blev skinnerne fjernet mellem Holeby og Rødbyhavn i 1986, og mellem Maribo og Holeby i 1995, trods store protester fra lokalbefolkningen, der ønskede at opretholde veterantogsdriften, og kørslen med skinnecykler og dræsiner på denne strækning. Hele strækningen mod Rødbyhavn, er tilgængelig som cykel/natursti, fra Rødbyvej af kort uden for Maribo.
- På vejen "Dæmningen" ud i sundet
- Øst for Eggertsvej i Sundby

- Wikimedia Commons har flere filer relateret til Nykøbing F-Øster Toreby

## Rullende materiel
Lollandsbanen har siden 1954 haft en del forskelligt materiel, såvel lokomotiver som troljer. I flæng kan nævnes:
- LJ M 8, 9, 10: Frichs "Firkant", dieselelektrisk strækningslokomotiv. Kendt for deres karakteristiske firkantede karosseri.
- LJ M 8, 13 (III), 16, 17: Tysk KöF II rangerlokomotiv. Kendt for sin karakteristiske lille størrelse, hvilket har resulteret i at denne type (og den dansk-byggede kopi) har fået øgenavne som "fladlus", "nedgroede tånegle" m.fl.
- LJ M 31, 32: Frichs "Marcipanbrød", dieselelektrisk strækningslokomotiv. Kendt for sin karakteristiske karosseform, hvilket har affødt øgenavnet.
- LJ M 33: MaK 800D, dieselhydraulisk strækningslokomotiv. På Lolland kendt under øgenavnet "Jumbo", grundet sin størrelse (M 33 var i mange år Lollandsbanen største og kraftigste lokomotiv).
- LJ M 15: Mak 220C, dieselhydraulisk strækningslokomotiv. En mindre udgave af "Jumbo". Dette lokomotiv stammer fra den nedlagte Amagerbane, hvor den var kendt som AB1 (kendes fra "Olsenbanden på sporet").
- LJ M 34, 35, 36, 37: fhv. DSB Mx, dieselelektriske strækningslokomotiver bygget hos NOHAB i Sverige på licens fra Electro-Motive Diesel.
- LJ M 38: fhv. DSB My 1153, dieselelektrisk strækningslokomotiv med ATC.

- KöF II i tysk bemaling
- MaK 800 D i tysk bemaling
- M 34 i Nakskov
- IC2-togsæt på værksted i Nakskov